# Thecophora abbreviata
Thecophora abbreviata är en tvåvingeart som först beskrevs av Friedrich Hermann Loew 1866.  Thecophora abbreviata ingår i släktet Thecophora och familjen stekelflugor. Inga underarter finns listade i Catalogue of Life.